# Fabienne Louves
Fabienne Louves, née le 5 mai 1986 à Emmen (Lucerne), est une chanteuse suisse.

## Biographie
Fabienne Louves naît le 5 mai 1986 à Emmen, dans le canton de Lucerne. Elle a un frère aîné. Leur père est originaire de Guadeloupe. 
Elle a une formation d'employée de commerce. 
Elle habite à Zurich depuis 2011. 

## Parcours artistique
Elle chante de 1998 à 2003 au sein du groupe Girls to Girls (de).
Elle remporte en 2007 le télécrochet MusicStar (de) de la Schweizer Radio und Fernsehen.
En 2011, elle chante en duo avec Patric Scott, pour la sélection suisse aux Concours Eurovision de la chanson 2012.
Elle joue le premier rôle dans les comédies musicales Ost Side Story en 2015 et Sister Äct en novembre 2022.

## Discographie

### Album
- 2007 : Schwarz uf wiiss
- 2010 : Fabulös

### Singles
- 2007 : Wach Uf
- 2007 : Bitte lüg mi a
- 2007 : Hemmigslos liebe
- 2010 : Ned met mer
- 2010 : Samschtig
- 2010 : Rotwiss
- 2010 : Wiehnachtsgschänk
- 2011 : Real Love